# Tirbou
Tirbou är en ort i Burkina Faso.   Den ligger i provinsen Province du Bam och regionen Centre-Nord, i den centrala delen av landet, 120 km norr om huvudstaden Ouagadougou. Tirbou ligger 349 meter över havet och antalet invånare är 531.
Terrängen runt Tirbou är platt. Runt Tirbou är det ganska tätbefolkat, med 116 invånare per kvadratkilometer.. Närmaste större samhälle är Tèmnaoré, 8,6 km öster om Tirbou.
Trakten runt Tirbou består i huvudsak av gräsmarker.